# Let’s Get It Up
Let’s Get It Up — песня австралийской хард-рок-группы AC/DC, первоначально выпущенная в составе альбома For Those About to Rock (We Salute You). В январе 1982 года была издана синглом в Великобритании.
Вокалист группы Брайан Джонсон охарактеризовал трек для журнала Kerrang! Сильви Симмонс так: «Грязь, лишь грязное звучание. Мы — грязная группа».
Концертные версии «Back in Black» и «T.N.T.», выпущенные на стороне «Б» на британской версии сингла, были записаны в Ландовере, штат Мэриленд, в декабре 1981 года. «T.N.T.» появилась только на 12-дюймовом издании.

## Участники записи
- Брайан Джонсон — лидер-вокал
- Ангус Янг — соло-гитара
- Малькольм Янг — ритм-гитара
- Клифф Уильямс — бас-гитара
- Фил Радд — ударные

## Критика
Курт Лодер написал: «Может показаться, что трудно воспринимать коротко стриженного коротышку в школьных шортах всерьёз как гитариста, но если вы внимательно прислушаетесь к извилистому соло Ангуса Янга в «Let’s Get It Up», то услышите его неприкрытые блюзовые корни».
Record World назвал песню «зажигательным роком с торжествующим припевом».

## Позиции в чартах

### По неделям
| Чарт (1982)                   | Позиция |
| ----------------------------- | ------- |
| Австралия (Kent Music Report) | 73      |
| Канада (RPM Top Singles)      | 9       |
| Германия (GfK Entertainment)  | 33      |
| Швеция (Sverigetopplistan)    | 18      |

### По годам
| Чарт (1982)  | Позиция |
| ------------ | ------- |
| Канада (RPM) | 85      |